# كاري سولم
كاري سولم (بالنرويجية: Kari Solem‏) مواليد 1 ديسمبر 1974 في تروندهايم، هي لاعبة كرة يد نرويجية. مثلت منتخب النرويج لكرة اليد للسيدات. شاركت في دورة الألعاب الأولمبية الصيفية سنة 1996.

## روابط خارجية
- كاري سولم على موقع الاتحاد الأوروبي لكرة اليد (الإنجليزية)
- كاري سولم على موقع الاتحاد النرويجي لكرة اليد (النرويجية)
- كاري سولم على موقع أوليمبيديا (الإنجليزية)